# Alphabet arabe yoruba
L’alphabet arabe yoruba, aussi appelé anjemi yoruba est une adaptation de l’alphabet arabe utilisée pour écrire le yoruba.
| Anjemi | Équivalents latins |
| ------ | ------------------ |
| ب      | b                  |
| م      | m                  |
| و      | w                  |
| ڢ/ف    | f                  |
| ب/پ    | p                  |
| ب/ڠ    | gb                 |
| ت      | t                  |
| د      | d                  |
| ل      | l                  |
| ن      | n                  |
| ج      | j                  |
| س      | s                  |
| ر      | r                  |
| ش      | ṣ                  |
| ي      | y                  |
| ك      | k                  |
| غ      | g                  |
| ه      | h                  |